# Campeonato Europeo de la UEFA Sub-19 2010
El Campeonato de Europa Sub-19 de la UEFA de 2010 es la 9.ª edición del torneo de fútbol en el cual participan selecciones con jugadores nacidos a partir del 1 de enero de 1991. Se jugó entre el 18 de julio de 2010 y el 30 de julio del mismo año en Francia.
El torneo servirá como clasificatoria para la Copa Mundial de Fútbol Sub-20 de 2011 que se realizó en Colombia otorgando 6 cupos para el mismo.

## Equipos participantes
Las 53 selecciones afiliadas a la UEFA fueron divididas en dos etapas, siendo divididos en 13 grupos de cuatro equipos cada uno. Así, la clasificación se llevó a cabo mediante cuadrangulares en un solo país, exceptuándose la selección de Francia que por ser la anfitriona accede directamente a la siguiente etapa.
Los 13 ganadores de cada grupo junto a quienes ocuparon los 13 segundos lugares y los dos mejores terceros Polonia y Austria avanzaron a la clasificación denominada "Élite", en la cual tomaron parte 28 selecciones de la categoría. Estas se dividieron en siete grupos de cuatro equipos cada uno. Los tres primeros lugares de cada grupo en la Ronda Élite clasificaron a la Copa Mundial de Fútbol Sub-20 de 2011.

## Torneo final
Leyenda: Pts: Puntos; PJ: Partidos jugados; PG: Partidos ganados; PE: Partidos empatados; PP: Partidos perdidos; GF: Goles a favor; GC: Goles en contra; DIF: Diferencia de goles.

### Primera fase

#### Grupo A
| Equipo       | Pts | PJ | PG | PE | PP | GF | GC | Dif |
| ------------ | --- | -- | -- | -- | -- | -- | -- | --- |
| Francia      | 7   | 3  | 2  | 1  | 0  | 10 | 2  | 8   |
| Inglaterra   | 4   | 3  | 1  | 1  | 1  | 4  | 4  | 0   |
| Austria      | 3   | 3  | 1  | 0  | 2  | 3  | 8  | -5  |
| Países Bajos | 3   | 3  | 1  | 0  | 2  | 2  | 5  | -3  |

| 18 de julio de 2010, 18:00 | Austria                 | 2:3 (0:2) | Inglaterra                  | Stade du Hazé, Flers                      |                                           |
|                            | Alaba 52' · Trauner 74' | Reporte   | Nouble 14' 29' · Cruise 55' | Árbitro(s): Markus Strömbergsson (Suecia) | Árbitro(s): Markus Strömbergsson (Suecia) |

| 18 de julio de 2010, 20:00 | Francia                                          | 4:1 (2:0) | Países Bajos | Stade Michel d'Ornano, Caen              |                                          |
|                            | Kakuta 20' · Bakambu 37' 90+3' · Indi 84' (a.g.) | Reporte   | Cabral 55'   | Árbitro(s): Vladislav Bezborodov (Rusia) | Árbitro(s): Vladislav Bezborodov (Rusia) |

| 21 de julio de 2010, 18:00 | Francia                                             | 5:0 (1:0) | Austria | Stade du Hazé, Flers                       |                                            |
|                            | Griezmann 19', 73' · Lacazette 66', 83' · Reale 80' | Reporte   |         | Árbitro(s): Alan Black (Irlanda del Norte) | Árbitro(s): Alan Black (Irlanda del Norte) |

| 21 de julio de 2010, 18:00 | Países Bajos | 1:0 (1:0) | Inglaterra | Stade Henry Janne, Bayeux                |                                          |
|                            | Berghuis 6'  | Reporte   |            | Árbitro(s): Gediminas Mazeika (Lituania) | Árbitro(s): Gediminas Mazeika (Lituania) |

| 24 de julio de 2010, 18:00 | Inglaterra             | 1:1 (0:0) | Francia   | Stade Louis Villemer, Saint-Lô     |                                    |
|                            | Matthew Phillips 90+3' | Reporte   | Tafer 56' | Árbitro(s): Stephan Studer (Suiza) | Árbitro(s): Stephan Studer (Suiza) |

| 24 de julio de 2010, 18:00 | Países Bajos | 0:1 (0:0) | Austria             | Stade Michel Farré, Mondeville    |                                   |
|                            |              | Reporte   | Djuricin 87' (pen.) | Árbitro(s): Matej Jug (Eslovenia) | Árbitro(s): Matej Jug (Eslovenia) |

#### Grupo B
| Equipo   | Pts | PJ | PG | PE | PP | GF | GC | Dif |
| -------- | --- | -- | -- | -- | -- | -- | -- | --- |
| España   | 9   | 3  | 3  | 0  | 0  | 7  | 2  | 5   |
| Croacia  | 4   | 3  | 1  | 1  | 1  | 6  | 2  | 4   |
| Portugal | 3   | 3  | 1  | 0  | 2  | 3  | 7  | -4  |
| Italia   | 1   | 3  | 0  | 1  | 2  | 0  | 5  | -5  |

| 18 de julio de 2010, 16:00 | Croacia          | 1:2 (1:0) | España                 | Stade Henry Janne, Bayeux                  |                                            |
|                            | Andrijašević 42' | Reporte   | Thiago 53' · Rodri 64' | Árbitro(s): Alan Black (Irlanda del Norte) | Árbitro(s): Alan Black (Irlanda del Norte) |

| 18 de julio de 2010, 16:00 | Italia | 0:2 (0:0) | Portugal                         | Stade Michel Farré, Mondeville           |                                          |
|                            |        | Reporte   | N.Oliveira 51' · S. Oliveira 63' | Árbitro(s): Gediminas Mazeika (Lituania) | Árbitro(s): Gediminas Mazeika (Lituania) |

| 21 de julio de 2010, 15:00 | España           | 2:1 (1:0) | Portugal  | Stade Louis Villemer, Saint-Lô    |                                   |
|                            | Pacheco 12', 88' | Reporte   | Pinto 78' | Árbitro(s): Matej Jug (Eslovenia) | Árbitro(s): Matej Jug (Eslovenia) |

| 21 de julio de 2010, 16:00 | Croacia | 0:0     | Italia | Stade Michel Farré, Mondeville     |                                    |
|                            |         | Reporte |        | Árbitro(s): Stephan Studer (Suiza) | Árbitro(s): Stephan Studer (Suiza) |

| 24 de julio de 2010, 16:00 | Portugal | 0:5 (0:3) | Croacia                                                    | Stade Henry Janne, Bayeux                 |                                           |
|                            |          | Reporte   | Andrijašević 19' (pen.) · Pamić 25', 37', 69' · Ozobić 67' | Árbitro(s): Markus Strömbergsson (Suecia) | Árbitro(s): Markus Strömbergsson (Suecia) |

| 24 de julio de 2010, 16:00 | España                                          | 3:0 (2:0) | Italia | Stade du Hazé, Flers                     |                                          |
|                            | Rochina 17' · Pacheco 23' · Ezequiel 57' (pen.) | Reporte   |        | Árbitro(s): Vladislav Bezborodov (Rusia) | Árbitro(s): Vladislav Bezborodov (Rusia) |

### Segunda fase
|  | Semifinales           | Semifinales |   |  | Final             | Final |  |
|  |                       |             |   |  |                   |       |  |
|  | Saint-Lô, 27 de julio |             |   |  |                   |       |  |
|  | España                | 3           |   |  |                   |       |  |
|  | Inglaterra            | 1           |   |  |                   |       |  |
|  |                       |             |   |  |                   |       |  |
|  |                       |             |   |  | Caen, 30 de julio |       |  |
|  |                       |             |   |  | Francia           | 2     |  |
|  |                       | España      | 1 |  |                   |       |  |
|  |                       |             |   |  |                   |       |  |
|  |                       |             |   |  |                   |       |  |
|  |                       |             |   |  |                   |       |  |
|  | Caen, 27 de julio     |             |   |  |                   |       |  |
|  | Francia               | 2           |   |  |                   |       |  |
|  | Croacia               | 1           |   |  |                   |       |  |

### Semifinales
| 27 de julio de 2010, 16:00 | España                                      | 3:1 (2:1) | Inglaterra  | Stade Louis Villemer, Saint-Lô            |                                           |
|                            | Pacheco 12' · Keko 34' · Sergio Canales 56' | Reporte   | Bostock 37' | Árbitro(s): Markus Strombergsson (Suecia) | Árbitro(s): Markus Strombergsson (Suecia) |

| 27 de julio de 2010, 19:00 | Francia                              | 2:1 (1:1) | Croacia         | Stade Michel-d'Ornano, Caen              |                                          |
|                            | Gaël Kakuta 37' · Cédric Bakambu 83' | Reporte   | Arijan Ademi 4' | Árbitro(s): Vladislav Bezborodov (Rusia) | Árbitro(s): Vladislav Bezborodov (Rusia) |

### Final
| 30 de julio de 2010, 19:00 | Francia                         | 2:1 (0:1) | España             | Michel-d'Ornano, Caen              |                                    |
|                            | Gilles Sunu 49' · Lacazette 85' |           | Rodrigo Moreno 19' | Árbitro(s): Stephan Studer (Suiza) | Árbitro(s): Stephan Studer (Suiza) |

| Francia                        |
| Campeón Francia Séptimo título |

## Clasificados a la Copa Mundial de Fútbol Sub-20 de Colombia
| Bandera de España     | Bandera de Francia    | Bandera de Croacia     | Bandera de Inglaterra  | Bandera de Portugal |
| España                | Francia               | Croacia                | Inglaterra             | Portugal            |
| Primer puesto Grupo A | Primer puesto Grupo B | Segundo puesto Grupo B | Segundo puesto Grupo A | Mejor tercero       |

## Goleadores
| 4 goles - Daniel Pacheco 3 goles - Zvonko Pamić - Cédric Bakambu - Alexandre Lacazette 2 goles - Franko Andrijašević - Frank Nouble - Rodrigo Moreno - Gaël Kakuta - Antoine Griezmann 1 gol - David Alaba - Marco Djuricin - Gernot Trauner - Filip Ozobić - Arijan Ademi - Thomas Cruise | - Matt Phillips - John Bostock - Enzo Reale - Yannis Tafer - Gilles Sunu - Steven Berghuis - Jerson Cabral - Nélson Oliveira - Sérgio Oliveira - Ruben Pinto - Thiago Alcántara - Ezequiel Calvente - Rubén Rochina - Sergio Gontán - Sergio Canales Gol en propia portería - Bruno Martins Indi (para Francia) |